# مونيكا هارمز
مونيكا هارمز (بالألمانية: Monika Harms)‏ هي قاضية وأستاذة جامعية ومحامية ألمانية، ولدت في 29 سبتمبر 1946 في برلين في ألمانيا.

## وصلات خارجية
- مونيكا هارمز على موقع مونزينجر (الألمانية)